# Radical Stuff
Radical Stuff est un ancien groupe de hip-hop italien, originaire de Milan en Lombardie. Pendant ses années d'existence, le groupe se compose de DJ Gruff, DJ Skizo, Soul Boy, Sean, Top Cat, Kaos One et Dre Love.

## Biographie
Initialement appelé Fresh Press Crew et composé de DJ Skizo, Soul Boy, Sean, DJ Gruff, Top Cat et Kaos One, le groupe se forme entre 1986 et 1987,. Dre Love rejoint par la suite le collectif. En 1989, le groupe publie le premier single, intitulé Let's Get Dizzy, suivi en 1990 par I Guess U Know publié au label Flying Records. Le single est publié en 1992 dans le LP enregistré avec Lo Greco Bros. intitulé The Jazzy Rap Night - Live.
Dans les trois ans, Top Cat quitte la formation, et publie deux singles intitulés Summer Fever et Ontha Run. En 1994, ils sont publiés dans un double album intitulé Hardaswallow ; au moment de la publication, les membres du groupe incluent Dre Love, DJ Skizo, Kaos et Sean. Après la production de l'album, le projet Radical Stuff est mis de côté par les membres respectifs, aidés par leur intention de poursuivre des projets solos et diverses collaborations. Seulement en 1999, après plusieurs années de silence, Flying Records publie avec Radical Stuff feat. MC Top Cat et Soul Boy, le single Let's Get Dizzy.
Après la dissolution du groupe, tous les artistes poursuivent leur carrière solo. Les plus actifs incluent DJ Gruff et Kaos, dont la carrière solo continue régulièrement.

## Discographie
- 1992 : The Jazzy Rap Night - Live feat. Lo Greco Bros.
- 1994 : Hardaswallow